# Lijst van burgemeesters van Hunsel
Dit is een lijst van burgemeesters van de voormalige Nederlandse gemeente Hunsel die per 1 januari 2007 is opgegaan in de nieuwe gemeente Leudal.
| Ambtsperiode | Naam burgemeester                        | Partij of stroming | Bijzonderheden                                  |
| ------------ | ---------------------------------------- | ------------------ | ----------------------------------------------- |
| 1800 - 1801  | W. Bosmans                               |                    |                                                 |
| 1801 - 1808  | Chr.F. Guillon                           |                    |                                                 |
| 1808 - 1828  | M. Geelen                                |                    |                                                 |
| 1828 - 1837  | A.F.A.J. baron de Bounam de Rijckholt    |                    | tevens burgemeester van Grathem                 |
| 1837 - 1861  | J.H. Scheijmans                          |                    |                                                 |
| 1861 - 1887  | G. Peeters                               |                    |                                                 |
| 1887 - 1896  | Chr.M. van der Heyden                    |                    |                                                 |
| 1897         | Joannes Hubert Scheijmans                |                    |                                                 |
| 1897 - 1915  | Leonard Staekenborg                      |                    |                                                 |
| 1915 - 1931  | Henricus Hubertus van Geleuken           |                    |                                                 |
| 1931 - 1941  | Frans (F.P.H.) Scheijmans                |                    |                                                 |
| 1942 - 1943  | P.J.J. Beursgens                         | NSB                | tevens burgemeester van Neeritter en Ittervoort |
| 1943 - 1944  | M.H. Bemelmans                           | NSB                |                                                 |
| 1944 - 1950  | Frans (F.P.H.) Scheijmans                |                    |                                                 |
| 1951 - 1980  | B.J. von Schwartzenberg                  | KVP/partijloos     |                                                 |
| 1980 - 1988  | Frans (F.H.C.) Cortenraad                | CDA                |                                                 |
| 1989 - 1994  | mr. Joseph August Marie Leo (Jos) Houben | CDA                | werd burgemeester van Tubbergen                 |
| 1994 - 1994  | M.G.P. Houben                            | CDA                | waarnemend                                      |
| 1994 - 2007  | Joos (J.H.M.O.) Truijen                  | CDA                |                                                 |